# 창원여자중학교
창원여자중학교(昌原女子中學校)는 대한민국 경상남도 창원시 의창구 팔용동에 있는 사립 중학교이다.

## 학교 연혁
- 1954년 2월 6일 : 창원여자중학교 설립인가 (6학급)
- 1954년 3월 7일 : 창원여자중학교 개교
- 2008년 5월 19일 : 학교법인 성민육영재단(창원여자중학교, 창원성민여자고등학교) 법인 변경, 설립자 손성자
- 2009년 2월 2일 : 학칙 변경 29학급 인가
- 2009년 12월 18일 : 체육관 및 급식소 준공
- 2014년 2월 22일 : 학교법인 성민육영재단(창원여자중학교, 창원성민여자고등학교) 김민욱 이사장 취임
- 2020년 2월 12일 : 제66회 졸업장 수여식(졸업생 253명, 졸업생 총수 19,032명)
- 2022년 3월 1일 : 제15대 양승문 교장 취임
- 2023년 2월 10일 : 제69회 졸업장 수여식(졸업생 241명)
- 2023년 3월 2일 : 2023학년도 신입생 입학식(230명)

## 참고 자료
- 창원여자중학교 - 한국교육학술정보원 학교알리미